# Пётр Кнафей
Пётр II Кнафе́й, Пётр Гнафевс или Петр Фулло́н (греч. Πέτρος Κναφεύς (Γναφεύς), лат. fullo; V век) — антиохийский патриарх (471—488), сторонник миафизитской, нехалкидонской христологии.
Свой монашеский путь он начал в константинопольском монастыре акимитов (неусыпающих). Здесь он нёс послушание, от которого впоследствии получил своё прозвище: «Кнафей» (γναφεύς) означает «сукновал», «валяльщик», «белильщик».
Согласно византийской церковной традиции считается монофизитом и автором прибавления в конце Трисвятого слов: «распныйся за ны», поющихся в Древневосточных православных церквях. Считается, что Пётр сделал это прибавление в середине V века, когда был монахом в Константинополе, за что и был изгнан из столицы.
Пользуясь расположением императора Зенона, он смог занять кафедру антиохийского патриарха, сместив с неё патриарха-халкидонита Мартирия. Вступив на патриарший престол, Пётр стал последовательным защитником миафизитского вероучения в Антиохийской церкви. С целью расширения своего патриархата он призывал императора Зенона к упразднению древней автокефалии Кипрской Церкви и подчинению её Антиохийской кафедре. От такого решения императора остановило обнаружение на Кипре могилы апостола Варнавы, подтвердившее апостольское преемство Кипрской церкви.
В связи с борьбой христологических партий в византийской церкви Патриарх Пётр II три или четыре раза изгонялся с Антиохийской кафедры. После окончательной победы халкидонитской партии он был осуждён на антиохийском поместном соборе в 471 году, позднее это решение подтвердил Римский собор в 485 году. После окончательного утверждении в империи халкидонского богословия, последователи Петра Кнафея, которых оппоненты называли феопасхитами, выделились в отдельную группу. Патриарх Пётр II Кнафей и его последователи заочно осуждены как еретики Трулльским собором.

## Вклад Петра Кнафея в церковную традицию
Пётр Кнафей, которому халкидонитская церковная традиция приписывает создание "монофизитского" прибавления к Трисвятому, являлся большим новатором. Его авторству и инициативе обязаны все исторические церкви таким четырём общим традициям, как чтение Символа веры на Литургии, освящение воды на Богоявление, публичное приготовление и освящение мира, а также упоминание Богородицы на всех богослужениях. Об этом сообщает Феодор Чтец - церковный историк рубежа V–VI веков:
Сообщается, что Пётр Гнафевс придумал, чтобы таинство в церкви освящалось при всём народе, чтобы вечером на Богоявление совершалось призывание над водами, чтобы на каждой молитве упоминали Богородицу и на каждой литургии читали Символ веры.
Это подтверждает византийский церковный историк XIV века Никифор Каллист Ксанфопул:
Сообщается же, что Пётр Гнафевс также придумал следующие четыре прекрасных обычая Вселенской Церкви: приготовление Божественного мира, освящаемое при всём народе; Божественное призывание над водами вечером на Святое Богоявление; дерзновенное воспевание Символа веры при каждом церковном собрании — тогда как до того его читали только раз [в году], во святую и Великую пятницу; и поминовение Богородицы на каждой ектении.